# Serie omologa
In chimica, una serie omologa è una serie di composti organici che presentano stessa formula generale, stesse proprietà chimiche date dalla presenza dei medesimi gruppi funzionali, e proprietà fisiche che variano al variare della rispettiva massa molecolare.
Ad esempio, alcani, alcheni e alchini formano tre serie omologhe in cui i rispettivi composti differiscono dal composto che segue nella serie rispettivamente di un peso molecolare di 14, 12, e 10 u. Sempre a titolo di esempio, si consideri la serie degli alcani: metano (CH4), etano (C2H6), propano (C3H8), butano (C4H10), pentano (C5H12), etc.; si può notare come ciascun composto differisce da quello che segue per 14 unità di peso molecolare, oltre alla formula generale CnH2n+2 che si può dedurre dalla serie omologa. Lo stesso ragionamento si applica ad alcheni e alchini, per i quali si può scrivere rispettivamente una formula generale CnH2n e un'altra formula CnH2n−2.